# Tapo (Berg)
Der Tapo (auch Lolo Tapo oder Leohito, Leohitu, Leo-Hito, Leo Hitoe, Foho Leohitu) ist ein Berg in Osttimor. Er liegt im Westen des Sucos Leber, in der Aldeia Butuc, nahe der Grenze zum Suco Tapo. Sein Gebirgszug verläuft parallel zu jenem des nördlich gelegenen Foho Malitoli (1714 m).
Der Tapo ist mit 1939 m einer der höchsten Berge der Gemeinde Bobonaro und der höchste, abseits des Gebirges an der Ostgrenze. Als Leohito gehörte er früher zum Kerngebiet des Reiches von Lamaquitos. Noch heute ist die Region das Kerngebiet des Siedlungsraums der Bunak.

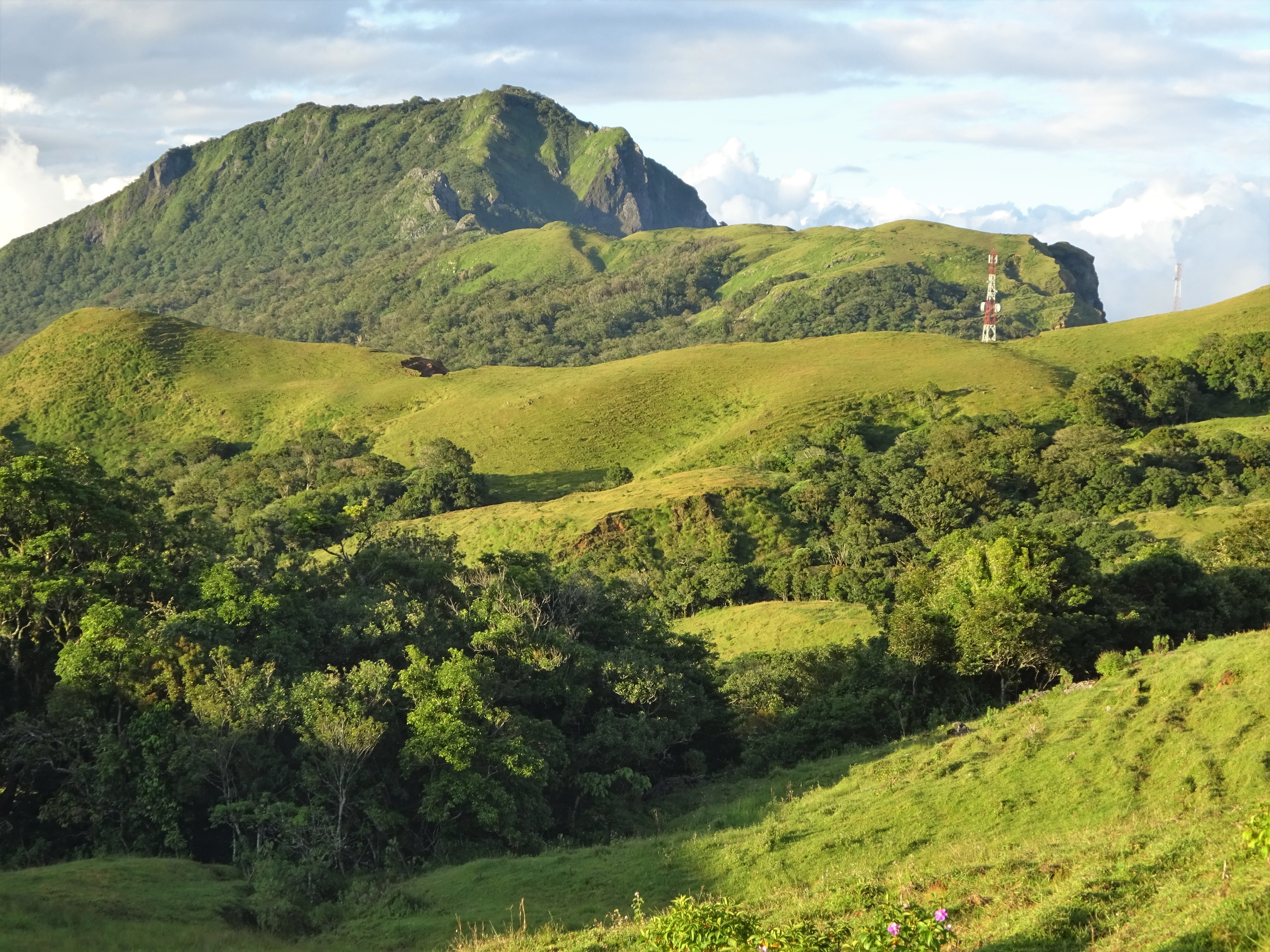
Der Tapo aus der Nähe
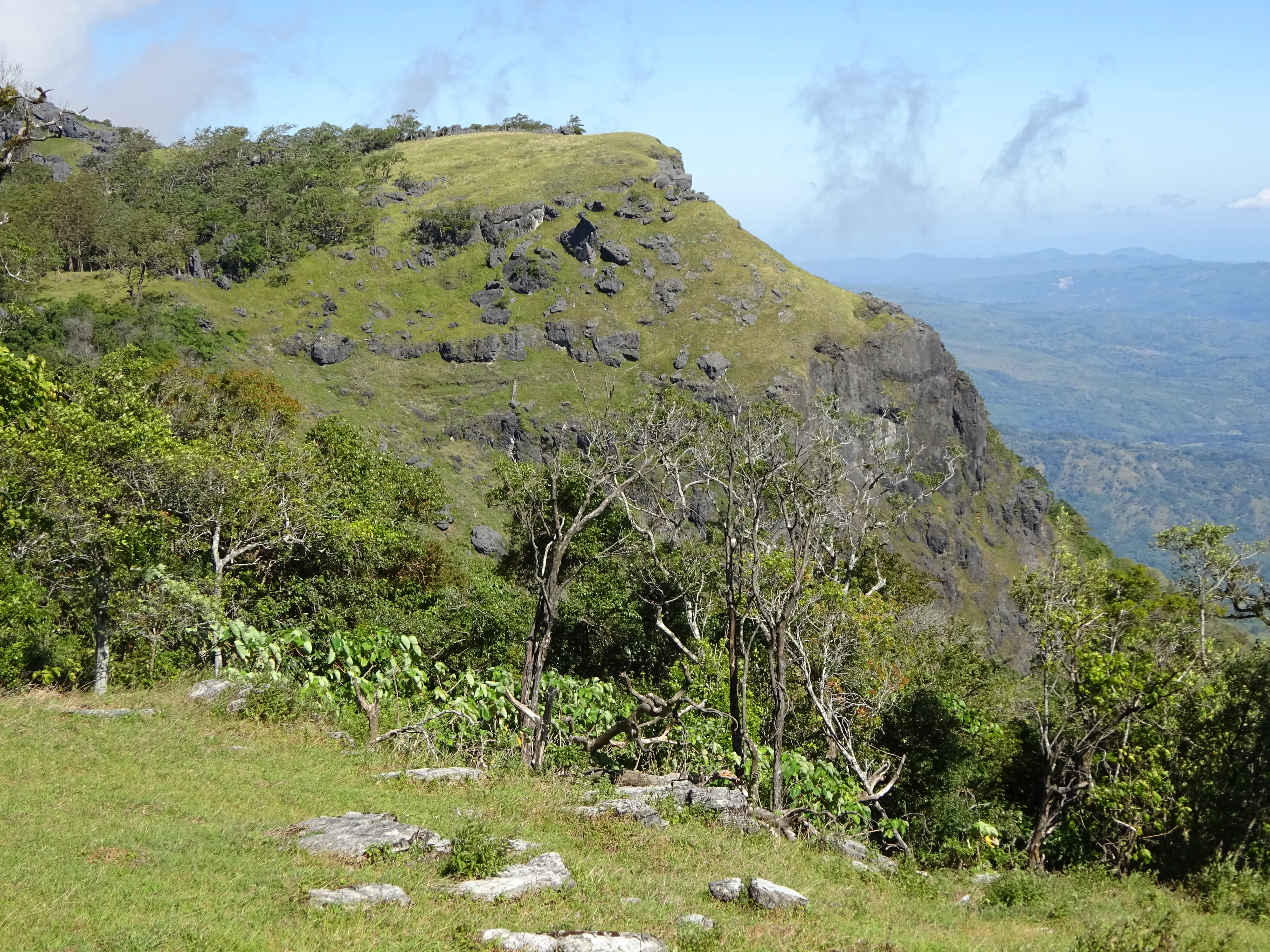
Auf dem Tapo
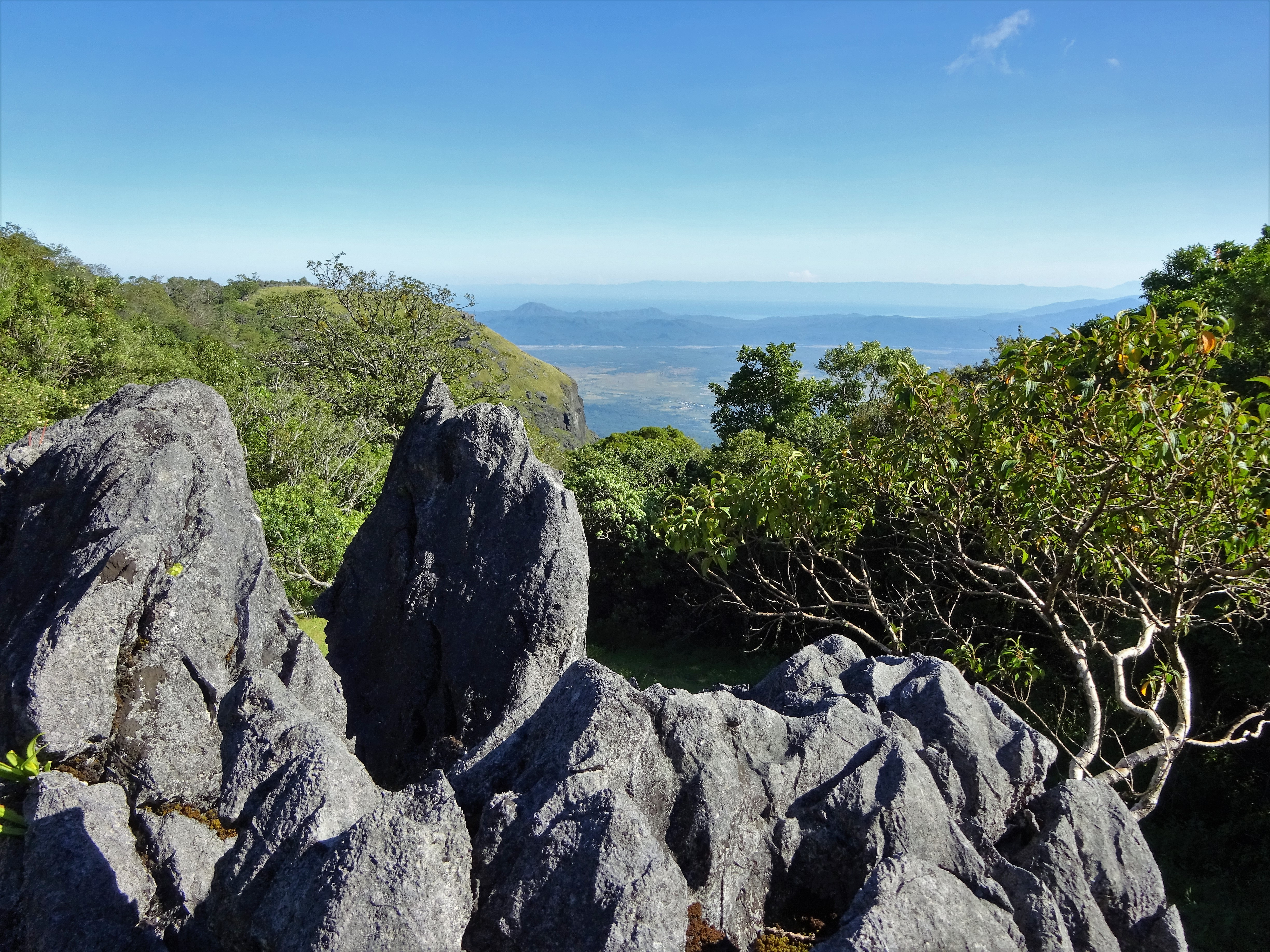
Felsen auf dem Tapo